# 中山增一
:
武仙座ξ，又名BD+29 3156，HD 163993、SAO 85590、HR 6703，是武仙座的一颗恒星，视星等为3.7，位于銀經54.91，銀緯23.77，其B1900.0坐标为赤經17h 53m 52.7s，赤緯+29° 23.77′ 31″。